# Augustin Bartoš
Augustin Roman Bartoš (1. března 1888, Červený Kostelec – 24. ledna 1969, Praha) byl český pedagog, druhý ředitel Jedličkova ústavu v letech 1920 – 1945. Vystudoval učitelský ústav v Hradci Králové. Převzal Jedličkův ústav ve špatném finančním stavu, ale za jeho vedení ústav dosáhl velkého rozmachu (reorganizace) a stal se světoznámým. (Bartoš využil zkušenosti z cesty po severských zemích.) Roku 1945 odešel z Jedličkova ústavu, přijal místo inspektora. Organizoval školy v přírodě, prosazoval moderní vyučovací metody ve výchově postižených. V letech 1945–1951 působil i jako lektor defektologie na PF UK Praha.

## Pedagogická činnost
Bartoš byl průkopníkem projektového vyučování. Ve svém díle Automobil vychovatelem (1931) popisuje, jak zřídil jízdu autokarem (děti se na jízdu připravovali ve všech předmětech (např. počítaly vzdálenost, spotřebu benzínu apod.), při samotné jízdě poznávaly okolí – byla to první pojízdná škola v přírodě). Automobil se tak stal prostředkem výchovy a vzdělávání. Studoval "neobvyklé psaní" – publikoval studii nazvanou Neobvyklé psaní (1943) o písmu tělesně vadných dětí („nepíšeme rukou, nýbrž mozkem“), kde popsal způsoby náhradního psaní.
Je po něm pojmenován Bartošův fenomén (1944), tedy objev dermatoglyfů (obnovení hmatu) – masáží se na pahýlu končetiny časem vyvine citlivost jako na článcích prstů. Vynalezl také některé pracovní protézy, zavedl výrobní praxi žáků v továrně, základní výchovný princip byla fyzická práce. Sestavil Návrh osnov škol pro děti tělesně vadné (1935) – kde propagoval hlavně sport, hudební výchovu, zpěv a ruční práce i pro chlapce. Rozdělení škol: školy pro tělesně vadné žáky – ústavy pro léčení, výcvik těl. vadných dětí – školy v léčebnách.